# Adolph Richter (Maler)
Adolph Heinrich Richter, genannt Richter von Thorn, auch Adolf Richter (* 12. Juli 1812 in Thorn, Herzogtum Warschau; † 23. November 1852 in Düsseldorf, Rheinprovinz), war ein deutscher Genre- und Porträtmaler der Düsseldorfer Schule.

## Leben

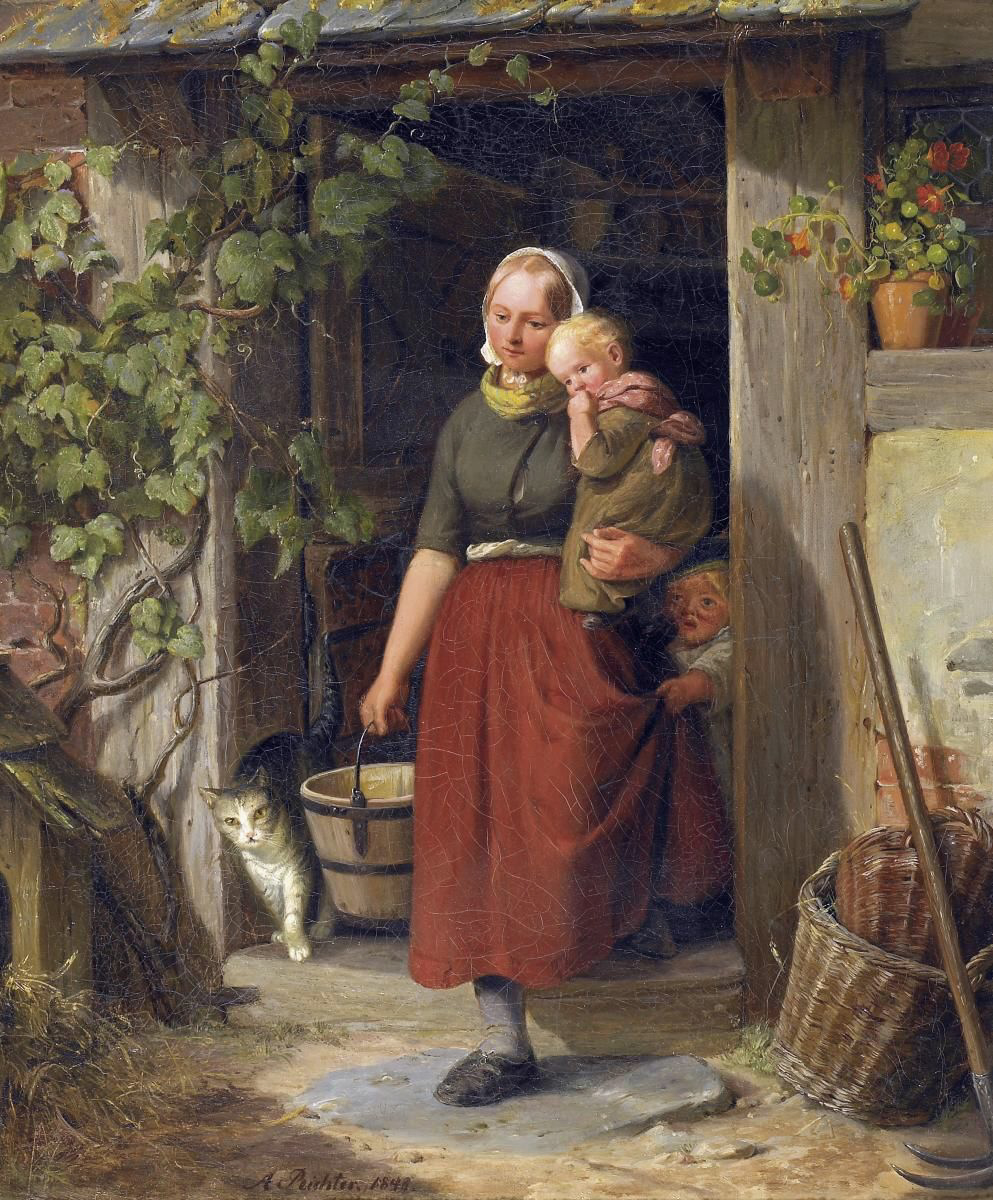
Die junge Winzerin mit ihren Kindern, 1848

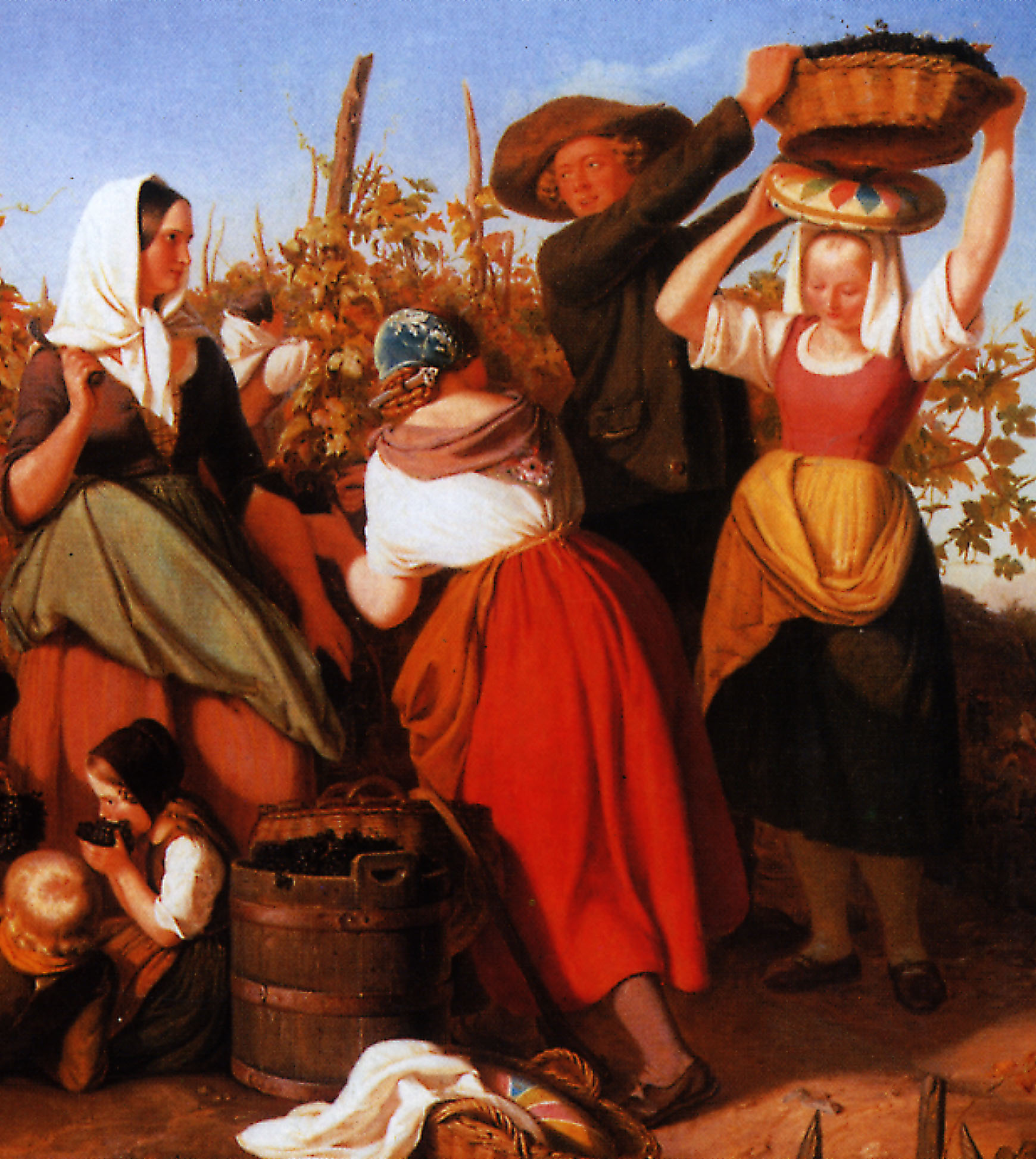
Bei der Weinlese, 1842

Richter, Sohn von Gottlieb Friedrich Richter (* 1781 in Wurzen) und dessen Frau Dorothea Henrietta, geborene Degenkolb (* 1791 in Thorn), studierte von 1835 bis 1843 an der Kunstakademie Düsseldorf. 1836 trat er mit dem Gemälde Hermann und Dorothea in Erscheinung, einer malerischen Umsetzung des gleichnamigen Epos von Johann Wolfgang von Goethe. Literarische Stoffe blieben jedoch nicht sein Sujet. Als Genremaler widmete er sich der Darstellung bürgerlicher und ländlicher Szenen in den Rheinlanden, insbesondere des Lebens der Winzer an Ahr und Rhein. Eine Besonderheit seines Werks ist, dass er in den spätromantischen Szenen seiner Bilder den Pauperismus und die soziale Frage ansprach. Richter lebte bis zu seinem Tod in Düsseldorf und war Mitglied des Künstlervereins Malkasten. Er heiratete Bertha Schmidt aus Mainz (* 1819). Das Paar bekam fünf Kinder, unter anderem den Sohn Hermann Richter (1844–1926), der von 1872 bis 1908 als evangelischer Pfarrer in Mülheim an der Ruhr wirkte.